# Namnsjön
Namnsjön är en sjö i Alingsås kommun i Västergötland och ingår i Göta älvs huvudavrinningsområde. Sjön är 4,8 meter djup, har en yta på 0,033 kvadratkilometer och befinner sig 150 meter över havet.